# Hammersbach
Hammersbach es un municipio situado en el distrito de Meno-Kinzig, en el estado federado de Hesse (Alemania). Tiene una población estimada, a fines de 2021, de 4885 habitantes.
Está ubicado al sureste del estado, a poca distancia al norte del estado de Baviera y del río Meno, uno de los principales afluentes del Rin.